# Lucina di Roma
Santa Lucina (... – ...) è venerata da tempi lontani come santa dalla Chiesa cattolica, visse nella Roma dei primi secoli.

## Vita
Le fonti purtroppo non concordano con i dettagli. Esistono due versioni della vita di una matrona romana di nome Lucina e di fede cristiana. Ovviamente, è possibile anche che siano esistite entrambe.

### Lucina matrona del I secolo
Secondo una versione, Lucina sarebbe vissuta nel I secolo (o a cavallo tra il I e il II); battezzata da san Pietro in persona, visitava i cristiani nelle carceri - tra i quali Processo e Martiniano.
Secondo De Rossi, Lucina è il nome che assunse con il battesimo la matrona Pomponia Grecina, moglie di Aulo Plauzio, che Tacito scrive esser stata accusata di seguire "superstizioni straniere" (e poi assolta: Annali, 13,32). Il ritrovamento nelle Cripte di Lucina, oggi inglobate nelle Catacombe di san Callisto, di tombe di possibili suoi parenti o discendenti (Pomponius Bassus, Pomponius Grekeinus) dà all'ipotesi una certa solidità.
D'altra parte, il Liber pontificalis riporta che una certa Lucina (detta "beata") raccolse di notte le spoglie di papa Cornelio e le depose in una cripta di sua proprietà nel "Cimitero di Callisto". Siccome però papa Cornelio morì nell'anno 253, quest'affermazione riporterebbe anche le Cripte di Lucina alla seconda versione (v. sotto).

### Lucina matrona del III secolo
Secondo l'altra versione, Lucina di Roma visse nel III secolo o a cavallo tra il III e il IV, curò la sepoltura di vari martiri, tra cui Sebastiano (ucciso nel 288) e Marcelliano e concesse la propria abitazione per le riunioni religiose; questa fu poi trasformata in vera e propria chiesa, consacrata ufficialmente da Sisto III nel 440, e oggi è, con le trasformazioni occorse nei secoli, la Basilica di San Lorenzo in Lucina, nel centro storico di Roma.

## Culto
La prima menzione ufficiale di Lucina come santa è attribuita a sant'Adone di Vienna in Francia (IX secolo), che la incluse nel suo Martirologio in corrispondenza del 30 giugno, e riportò anche notizie sulla sua vita.
Le reliquie furono ritrovate nelle Catacombe di san Sebastiano e poi trasportate nel 1621 a Massalubrense vicino a Sorrento, con l'autorizzazione di papa Gregorio XV. Durante la prima metà del XX secolo, il vescovo di Sorrento le donò al cardinale Alfredo Ildefonso Schuster, arcivescovo di Milano; questi a sua volta nel 1933 le donò alla parrocchia di santo Stefano a Rosate, guidando di persona la processione che accompagnò la consegna delle reliquie.
Nel vecchio Martirologio Romano santa Lucina è descritta con queste parole:
A Roma, commemorazione di santa Lucina, discepola degli Apostoli, che, provvedendo con i suoi beni alle necessità dei santi, visitava i Cristiani detenuti in carcere e provvedeva alla sepoltura dei Martiri; accanto ai quali anche lei fu sepolta, in una cripta da lei stessa costruita.